# Arthur Kennedy
John Arthur Kennedy (Worcester, Massachusetts, 17 de febrero de 1914-Branford, Connecticut, 5 de enero de 1990) fue un actor estadounidense.
Actuó tanto en teatro como en el cine, recibiendo un Premio Tony por su papel de Biff en la obra La muerte de un viajante y cinco nominaciones a los Premios de la Academia.
Fue descubierto por el actor James Cagney. Su primer papel fue el de hermano menor de Cagney en Ciudad de Conquista (City for Conquest) (1940). Interpretó papeles tanto de héroe como de villano, apareciendo en películas del oeste y películas policiacas.

## Filmografía (parcial)
- Ciudad de conquista (City for Conquest) (1940)
- Murieron con las botas puestas (They Died with Their Boots On) (1941)
- El justiciero (Boomerang!) (1947)
- Champion (1949)
- The Glass Menagerie (1950)
- Nuevo amanecer (Bright Victory) (1951)
- Horizontes lejanos (Bend of the River) (1952)
- Hombres errantes (The Lusty Men), de Nicholas Ray (1952)
- Encubridora (Rancho Notorious) (1952)
- Horas desesperadas (The Desperate Hours) (1955)
- El hombre de Laramie (The Man From Laramie) (1955)
- The Naked Dawn (1955)
- La furia de los justos (Trial) (1955)
- Vidas borrascosas (Peyton Place) (1957)
- Como un torrente (Some Came Running) (1958)
- En una isla tranquila, al sur (A Summer Place) (1959)
- El fuego y la palabra (Elmer Gantry) (1960)
- Barrabás (Barabbas) (1961)
- Lawrence de Arabia (Lawrence of Arabia) (1962)
- Cheyenne Autumn (El gran combate) (1964)
- El tren de las 4:50 (1964)
- Fantastic Voyage, de Richard Fleischer (1966)
- La chica del lunes (1967)
- Shark! Arma de dos filos, de Samuel Fuller (1969)
- No profanar el sueño de los muertos, de Jorge Grau (1974)
- The Sentinel (1977)
- Ciclón (1978)
- Señales de vida (1989)

## Teatro
- Veronica's Room, 1973
- The Price, 1969
- Becket, 1961
- The Loud Red Patrick, 1956
- Time Limit!, 1956
- The Crucible, 1953
- See the Jaguar, 1952
- Death of a Salesman, 1950
- All My Sons, 1947
- An International Incident, 1940
- Life and Death of an American, 1939
- Everywhere I Roam, 1939

## Premios y distinciones
Premios Óscar
| Año  | Categoría              | Película               | Resultado |
| ---- | ---------------------- | ---------------------- | --------- |
| 1950 | Mejor actor de reparto | Champion               | Nominado  |
| 1952 | Mejor actor            | Nuevo amanecer         | Nominado  |
| 1956 | Mejor Actor de Reparto | La furia de los justos | Nominado  |
| 1958 | Mejor actor de reparto | Vidas borrascosas      | Nominado  |
| 1959 | Mejor actor de reparto | Como un torrente       | Nominado  |